# Juan Aguilera (calciatore)
Juan Aguilera Araneda (Santiago del Cile, 23 ottobre 1903 – 21 ottobre 1979) è stato un calciatore cileno.

## Carriera
In carriera, Aguilera giocò come attaccante per l'Audax Italiano. Inoltre, prese parte al Campionato mondiale di calcio 1930 in Uruguay con il Cile giocando una sola partita, quella contro l'Argentina.